# 銅直勇
銅直 勇（どうちょく いさむ、1889年6月15日 - 1979年7月22日）は、日本の社会学者、教育者。

## 経歴
1889年、大分県宇佐郡長州町に生まれる。1912年、広島高等師範学校国語漢文部を卒業後、和歌山県立粉河中学校の教員を2年間務めた。その後、広島高等師範学校専攻科を経て、1914年に京都帝国大学文科大学哲学科社会学専攻に入学。1917年に卒業後は京都市役所、大原社会問題研究所、倉敷紡績株式会社に勤め、大学時代に研究した社会問題、労働問題などの実践を行った。1921年、京都帝国大学大学院に入学。西田幾多郎、米田庄太郎の指導を受ける。大学院在学中から佛教専門学校、龍谷大学で社会学関係の講師を務めており、1925年に大学院を退学。1926年には成城高等学校教授・高等科部長に就任。1934年からは成城高等学校校長、成城高等女学校校長、成城小学校校長、成城幼稚園園長として、学校経営にも携わった。
第二次世界大戦中は熊本県に移り、1943年から1949年まで熊本師範学校長を務めた。1949年横浜国立大学教授、1958年日本大学文理学部教授、1964年明星大学社会学科教授。
1979年、老衰のため東京都世田谷区の至誠会第二病院にて死去。90歳。